# 6 uur van Spa-Francorchamps 2023
De 6 uur van Spa-Francorchamps 2023 was de derde race van het FIA World Endurance Championship-seizoen 2023. De race werd verreden op 30 april 2023 op het Circuit de Spa-Francorchamps nabij Spa, België.
De race werd gewonnen door de Toyota Gazoo Racing #7 van Mike Conway, Kamui Kobayashi en José María López. De LMP2-klasse werd gewonnen door de Team WRT #41 van Rui Andrade, Louis Delétraz en Robert Kubica. De LMGTE Am-klasse werd gewonnen door de Richard Mille AF Corse #83 van Luis Pérez Companc, Alessio Rovera en Lilou Wadoux.

## Inschrijvingen
Er waren 38 auto's ingeschreven voor de race, bestaande uit dertien in de Hypercar-klasse, elf in de LMP2-klasse en veertien in de LMGTE Am-klasse. Het Hertz Team Jota, een klantenteam van Porsche, had na twee races hun Hypercar-auto ontvangen en ging vanaf de race op Spa-Francorchamps deelnemen in deze klasse met nummer #38. Hun LMP2-inschrijving met startunummer #48, dat buiten mededinging meedeed, werd teruggetrokken. Cadillac Racing zette een extra auto in met startnummer #3, die buiten mededinging in de Hypercar-klasse meereed.
Op 24 april 2023 maakte Paul Dalla Lana bekend dat hij per direct zijn racecarrière zou beëindigen. Zijn inschrijving, NorthWest AMR, werd overgenomen door Heart of Racing. Met deze overname vertrokken Dalla Lana, Axcil Jefferies en Nicki Thiim bij dit team en werden Daniel Mancinelli, Alex Riberas en teameigenaar Ian James de nieuwe coureurs. Volgens de reglementen van het kampioenschap behield Heart of Racing de naam en het startnummer van NorthWest AMR.
In de #708 Glickenhaus Racing werd Ryan Briscoe vervangen door Franck Mailleux. In de #9 Prema Racing keerde Andrea Caldarelli terug in de plaats van Juan Manuel Correa, aangezien die in de Formule 2 moest rijden. Bij United Autosports vonden wisselingen plaas in beide auto's. In de #22 werd Ben Hanley vervangen door Filipe Albuquerque, terwijl in de #23 de plaats van Giedo van der Garde werd ingenomen door Tom Blomqvist. Beide coureurs keerden terug na een race in het IMSA SportsCar Championship. In de #56 Project 1 - AO werden Miguel Ramos en Guilherme Oliveira vervangen door P. J. Hyett en Gunnar Jeannette, die beiden terugkeerden na een race in de Noord-Amerikaanse Porsche Carrera Cup.

## Kwalificatie
Tijden vetgedrukt betekent de snelste tijd in die klasse.
| Pos. | Klasse   | No. | Team                      | Tijd      | Grid |
| ---- | -------- | --- | ------------------------- | --------- | ---- |
| 1    | Hypercar | 7   | Toyota Gazoo Racing       | 2:00.812  | 1    |
| 2    | Hypercar | 50  | Ferrari – AF Corse        | 2:00.836  | 2    |
| 3    | Hypercar | 51  | Ferrari – AF Corse        | 2:00.973  | 3    |
| 4    | Hypercar | 2   | Cadillac Racing           | 2:01.043  | 4    |
| 5    | Hypercar | 3   | Cadillac Racing           | 2:02.138  | 5    |
| 6    | Hypercar | 6   | Porsche Penske Motorsport | 2:02.306  | 6    |
| 7    | Hypercar | 38  | Hertz Team Jota           | 2:02.907  | 7    |
| 8    | Hypercar | 708 | Glickenhaus Racing        | 2:02.960  | 8    |
| 9    | Hypercar | 93  | Peugeot TotalEnergies     | 2:03.217  | 9    |
| 10   | Hypercar | 5   | Porsche Penske Motorsport | 2:03.650  | 10   |
| 11   | Hypercar | 94  | Peugeot TotalEnergies     | 2:03.879  | 11   |
| 12   | Hypercar | 4   | Floyd Vanwall Racing Team | 2:04.614  | 12   |
| 13   | LMP2     | 23  | United Autosports         | 2:05.979  | 13   |
| 14   | LMP2     | 41  | Team WRT                  | 2:06.318  | 14   |
| 15   | LMP2     | 63  | Prema Racing              | 2:06.506  | 15   |
| 16   | LMP2     | 31  | Team WRT                  | 2:06.532  | 16   |
| 17   | LMP2     | 28  | Jota                      | 2:06.556  | 17   |
| 18   | LMP2     | 9   | Prema Racing              | 2:06.601  | 18   |
| 19   | LMP2     | 22  | United Autosports         | 2:06.684  | 19   |
| 20   | LMP2     | 34  | Inter Europol Competition | 2:06.825  | 20   |
| 21   | LMP2     | 10  | Vector Sport              | 2:07.035  | 21   |
| 22   | LMP2     | 35  | Alpine Elf Team           | 2:07.099  | 22   |
| 23   | LMP2     | 36  | Alpine Elf Team           | 2:07.157  | 23   |
| 24   | LMGTE Am | 25  | ORT by TF                 | 2:17.216  | 24   |
| 25   | LMGTE Am | 85  | Iron Dames                | 2:19.150  | 25   |
| 26   | LMGTE Am | 88  | Proton Competition        | 2:19.481  | 26   |
| 27   | LMGTE Am | 33  | Corvette Racing           | 2:19.506  | 27   |
| 28   | LMGTE Am | 83  | Richard Mille AF Corse    | 2:19.723  | 28   |
| 29   | LMGTE Am | 98  | Northwest AMR             | 2:19.976  | 29   |
| 30   | LMGTE Am | 54  | AF Corse                  | 2:20.382  | 30   |
| 31   | LMGTE Am | 777 | D'Station Racing          | 2:20.507  | 31   |
| 32   | LMGTE Am | 57  | Kessel Racing             | 2:20.515  | 32   |
| 33   | LMGTE Am | 77  | Dempsey-Proton Racing     | 2:21.247  | 33   |
| 34   | LMGTE Am | 86  | GR Racing                 | 2:22.469  | 34   |
| 35   | LMGTE Am | 60  | Iron Lynx                 | 2:23.097  | 35   |
| 36   | LMGTE Am | 56  | Project 1 – AO            | Geen tijd | 36   |
| 37   | Hypercar | 8   | Toyota Gazoo Racing       | Geen tijd | 37   |
| 38   | LMGTE Am | 21  | AF Corse                  | Geen tijd | 38   |

## Uitslag
Winnaars in hun klasse zijn vetgedrukt; Hypercar is rood, LMP2 is blauw en LMGTE Am is oranje.
| Pos. | Klasse   | No. | Team                      | Coureurs                                                    | Chassis                        | Banden | Ronden | Tijd/Reden  |
| Pos. | Klasse   | No. | Team                      | Coureurs                                                    | Motor                          | Banden | Ronden | Tijd/Reden  |
| ---- | -------- | --- | ------------------------- | ----------------------------------------------------------- | ------------------------------ | ------ | ------ | ----------- |
| 1    | Hypercar | 7   | Toyota Gazoo Racing       | Mike Conway Kamui Kobayashi José María López                | Toyota GR010 Hybrid            | M      | 148    | 6:00:24.798 |
| 1    | Hypercar | 7   | Toyota Gazoo Racing       | Mike Conway Kamui Kobayashi José María López                | Toyota H8909 3.5 L Turbo V6    | M      | 148    | 6:00:24.798 |
| 2    | Hypercar | 8   | Toyota Gazoo Racing       | Sébastien Buemi Brendon Hartley Ryō Hirakawa                | Toyota GR010 Hybrid            | M      | 148    | +11.637     |
| 2    | Hypercar | 8   | Toyota Gazoo Racing       | Sébastien Buemi Brendon Hartley Ryō Hirakawa                | Toyota H8909 3.5 L Turbo V6    | M      | 148    | +11.637     |
| 3    | Hypercar | 51  | Ferrari AF Corse          | James Calado Antonio Giovinazzi Alessandro Pier Guidi       | Ferrari 499P                   | M      | 148    | +1:09.439   |
| 3    | Hypercar | 51  | Ferrari AF Corse          | James Calado Antonio Giovinazzi Alessandro Pier Guidi       | Ferrari 3.0 L Turbo V6         | M      | 148    | +1:09.439   |
| 4    | Hypercar | 5   | Porsche Penske Motorsport | Dane Cameron Michael Christensen Frédéric Makowiecki        | Porsche 963                    | M      | 148    | +1:12.264   |
| 4    | Hypercar | 5   | Porsche Penske Motorsport | Dane Cameron Michael Christensen Frédéric Makowiecki        | Porsche 9RD 4.6 L Turbo V8     | M      | 148    | +1:12.264   |
| 5    | Hypercar | 2   | Cadillac Racing           | Earl Bamber Alex Lynn Richard Westbrook                     | Cadillac V-Series.R            | M      | 147    | +1 ronde    |
| 5    | Hypercar | 2   | Cadillac Racing           | Earl Bamber Alex Lynn Richard Westbrook                     | Cadillac LMC55R 5.5 L V8       | M      | 147    | +1 ronde    |
| 6    | Hypercar | 38  | Hertz Team Jota           | António Félix da Costa Will Stevens Yifei Ye                | Porsche 963                    | M      | 147    | +1 ronde    |
| 6    | Hypercar | 38  | Hertz Team Jota           | António Félix da Costa Will Stevens Yifei Ye                | Porsche 9RD 4.6 L Turbo V8     | M      | 147    | +1 ronde    |
| 7    | LMP2     | 41  | Team WRT                  | Rui Andrade Louis Delétraz Robert Kubica                    | Oreca 07                       | G      | 146    | +2 ronden   |
| 7    | LMP2     | 41  | Team WRT                  | Rui Andrade Louis Delétraz Robert Kubica                    | Gibson GK428 V8                | G      | 146    | +2 ronden   |
| 8    | LMP2     | 23  | United Autosports         | Tom Blomqvist Oliver Jarvis Josh Pierson                    | Oreca 07                       | G      | 146    | +2 ronden   |
| 8    | LMP2     | 23  | United Autosports         | Tom Blomqvist Oliver Jarvis Josh Pierson                    | Gibson GK428 V8                | G      | 146    | +2 ronden   |
| 9    | LMP2     | 34  | Inter Europol Competition | Albert Costa Fabio Scherer Jakub Śmiechowski                | Oreca 07                       | G      | 146    | +2 ronden   |
| 9    | LMP2     | 34  | Inter Europol Competition | Albert Costa Fabio Scherer Jakub Śmiechowski                | Gibson GK428 V8                | G      | 146    | +2 ronden   |
| 10   | LMP2     | 9   | Prema Racing              | Andrea Caldarelli Filip Ugran Bent Viscaal                  | Oreca 07                       | G      | 146    | +2 ronden   |
| 10   | LMP2     | 9   | Prema Racing              | Andrea Caldarelli Filip Ugran Bent Viscaal                  | Gibson GK428 V8                | G      | 146    | +2 ronden   |
| 11   | LMP2     | 22  | United Autosports         | Filipe Albuquerque Philip Hanson Frederick Lubin            | Oreca 07                       | G      | 146    | +2 ronden   |
| 11   | LMP2     | 22  | United Autosports         | Filipe Albuquerque Philip Hanson Frederick Lubin            | Gibson GK428 V8                | G      | 146    | +2 ronden   |
| 12   | LMP2     | 31  | Team WRT                  | Robin Frijns Sean Gelael Ferdinand Habsburg                 | Oreca 07                       | G      | 146    | +2 ronden   |
| 12   | LMP2     | 31  | Team WRT                  | Robin Frijns Sean Gelael Ferdinand Habsburg                 | Gibson GK428 V8                | G      | 146    | +2 ronden   |
| 13   | Hypercar | 708 | Glickenhaus Racing        | Romain Dumas Franck Mailleux Olivier Pla                    | Glickenhaus SCG 007 LMH        | M      | 146    | +2 ronden   |
| 13   | Hypercar | 708 | Glickenhaus Racing        | Romain Dumas Franck Mailleux Olivier Pla                    | Glickenhaus P21 3.5 L Turbo V8 | M      | 146    | +2 ronden   |
| 14   | Hypercar | 93  | Peugeot TotalEnergies     | Mikkel Jensen Paul di Resta Jean-Éric Vergne                | Peugeot 9X8                    | M      | 146    | +2 ronden   |
| 14   | Hypercar | 93  | Peugeot TotalEnergies     | Mikkel Jensen Paul di Resta Jean-Éric Vergne                | Peugeot 2.6 L Turbo V6         | M      | 146    | +2 ronden   |
| 15   | LMP2     | 36  | Alpine Elf Team           | Julien Canal Charles Milesi Matthieu Vaxivière              | Oreca 07                       | G      | 146    | +2 ronden   |
| 15   | LMP2     | 36  | Alpine Elf Team           | Julien Canal Charles Milesi Matthieu Vaxivière              | Gibson GK428 V8                | G      | 146    | +2 ronden   |
| 16   | LMP2     | 35  | Alpine Elf Team           | Olli Caldwell André Negrão Memo Rojas                       | Oreca 07                       | G      | 146    | +2 ronden   |
| 16   | LMP2     | 35  | Alpine Elf Team           | Olli Caldwell André Negrão Memo Rojas                       | Gibson GK428 V8                | G      | 146    | +2 ronden   |
| 17   | Hypercar | 94  | Peugeot TotalEnergies     | Loïc Duval Gustavo Menezes Nico Müller                      | Peugeot 9X8                    | M      | 146    | +2 ronden   |
| 17   | Hypercar | 94  | Peugeot TotalEnergies     | Loïc Duval Gustavo Menezes Nico Müller                      | Peugeot 2.6 L Turbo V6         | M      | 146    | +2 ronden   |
| 18   | LMP2     | 28  | Jota                      | Pietro Fittipaldi David Heinemeier Hansson Oliver Rasmussen | Oreca 07                       | G      | 145    | +3 ronden   |
| 18   | LMP2     | 28  | Jota                      | Pietro Fittipaldi David Heinemeier Hansson Oliver Rasmussen | Gibson GK428 V8                | G      | 145    | +3 ronden   |
| 19   | LMP2     | 63  | Prema Racing              | Mirko Bortolotti Daniil Kvjat Doriane Pin                   | Oreca 07                       | G      | 144    | +4 ronden   |
| 19   | LMP2     | 63  | Prema Racing              | Mirko Bortolotti Daniil Kvjat Doriane Pin                   | Gibson GK428 V8                | G      | 144    | +4 ronden   |
| 20   | LMGTE Am | 83  | Richard Mille AF Corse    | Luis Pérez Companc Alessio Rovera Lilou Wadoux              | Ferrari 488 GTE Evo            | M      | 140    | +8 ronden   |
| 20   | LMGTE Am | 83  | Richard Mille AF Corse    | Luis Pérez Companc Alessio Rovera Lilou Wadoux              | Ferrari F154CB 3.9 L Turbo V8  | M      | 140    | +8 ronden   |
| 21   | LMGTE Am | 33  | Corvette Racing           | Nick Catsburg Ben Keating Nicolás Varrone                   | Chevrolet Corvette C8.R        | M      | 140    | +8 ronden   |
| 21   | LMGTE Am | 33  | Corvette Racing           | Nick Catsburg Ben Keating Nicolás Varrone                   | Chevrolet 5.5 L V8             | M      | 140    | +8 ronden   |
| 22   | LMGTE Am | 25  | ORT by TF                 | Ahmad Al Harthy Michael Dinan Charlie Eastwood              | Aston Martin Vantage AMR       | M      | 140    | +8 ronden   |
| 22   | LMGTE Am | 25  | ORT by TF                 | Ahmad Al Harthy Michael Dinan Charlie Eastwood              | Aston Martin 4.0 L Turbo V8    | M      | 140    | +8 ronden   |
| 23   | LMGTE Am | 88  | Proton Competition        | Ryan Hardwick Zacharie Robichon Harry Tincknell             | Porsche 911 RSR-19             | M      | 139    | +9 ronden   |
| 23   | LMGTE Am | 88  | Proton Competition        | Ryan Hardwick Zacharie Robichon Harry Tincknell             | Porsche 4.2 L Flat-6           | M      | 139    | +9 ronden   |
| 24   | LMGTE Am | 85  | Iron Dames                | Sarah Bovy Rahel Frey Michelle Gatting                      | Porsche 911 RSR-19             | M      | 139    | +9 ronden   |
| 24   | LMGTE Am | 85  | Iron Dames                | Sarah Bovy Rahel Frey Michelle Gatting                      | Porsche 4.2 L Flat-6           | M      | 139    | +9 ronden   |
| 25   | LMGTE Am | 21  | AF Corse                  | Diego Alessi Simon Mann Ulysse de Pauw                      | Ferrari 488 GTE Evo            | M      | 139    | +9 ronden   |
| 25   | LMGTE Am | 21  | AF Corse                  | Diego Alessi Simon Mann Ulysse de Pauw                      | Ferrari F154CB 3.9 L Turbo V8  | M      | 139    | +9 ronden   |
| 26   | LMGTE Am | 98  | Northwest AMR             | Ian James Daniel Mancinelli Alex Riberas                    | Aston Martin Vantage AMR       | M      | 139    | +9 ronden   |
| 26   | LMGTE Am | 98  | Northwest AMR             | Ian James Daniel Mancinelli Alex Riberas                    | Aston Martin 4.0 L Turbo V8    | M      | 139    | +9 ronden   |
| 27   | LMGTE Am | 57  | Kessel Racing             | Scott Huffaker Takeshi Kimura Daniel Serra                  | Ferrari 488 GTE Evo            | M      | 139    | +9 ronden   |
| 27   | LMGTE Am | 57  | Kessel Racing             | Scott Huffaker Takeshi Kimura Daniel Serra                  | Ferrari F154CB 3.9 L Turbo V8  | M      | 139    | +9 ronden   |
| 28   | LMGTE Am | 77  | Dempsey-Proton Racing     | Julien Andlauer Christian Ried Mikkel O. Pedersen           | Porsche 911 RSR-19             | M      | 138    | +10 ronden  |
| 28   | LMGTE Am | 77  | Dempsey-Proton Racing     | Julien Andlauer Christian Ried Mikkel O. Pedersen           | Porsche 4.2 L Flat-6           | M      | 138    | +10 ronden  |
| 29   | LMGTE Am | 777 | D'Station Racing          | Tomonobu Fujii Satoshi Hoshino Casper Stevenson             | Aston Martin Vantage AMR       | M      | 138    | +10 ronden  |
| 29   | LMGTE Am | 777 | D'Station Racing          | Tomonobu Fujii Satoshi Hoshino Casper Stevenson             | Aston Martin 4.0 L Turbo V8    | M      | 138    | +10 ronden  |
| 30   | LMGTE Am | 60  | Iron Lynx                 | Matteo Cressoni Alessio Picariello Claudio Schiavoni        | Porsche 911 RSR-19             | M      | 137    | +11 ronden  |
| 30   | LMGTE Am | 60  | Iron Lynx                 | Matteo Cressoni Alessio Picariello Claudio Schiavoni        | Porsche 4.2 L Flat-6           | M      | 137    | +11 ronden  |
| 31   | LMGTE Am | 86  | GR Racing                 | Ben Barker Riccardo Pera Michael Wainwright                 | Porsche 911 RSR-19             | M      | 136    | +12 ronden  |
| 31   | LMGTE Am | 86  | GR Racing                 | Ben Barker Riccardo Pera Michael Wainwright                 | Porsche 4.2 L Flat-6           | M      | 136    | +12 ronden  |
| DNF  | Hypercar | 50  | Ferrari AF Corse          | Antonio Fuoco Miguel Molina Nicklas Nielsen                 | Ferrari 499P                   | M      | 106    | Ongeluk     |
| DNF  | Hypercar | 50  | Ferrari AF Corse          | Antonio Fuoco Miguel Molina Nicklas Nielsen                 | Ferrari 3.0 L Turbo V6         | M      | 106    | Ongeluk     |
| DNF  | Hypercar | 4   | Floyd Vanwall Racing Team | Tom Dillmann Esteban Guerrieri Jacques Villeneuve           | Vanwall Vandervell 680         | M      | 80     | Ongeluk     |
| DNF  | Hypercar | 4   | Floyd Vanwall Racing Team | Tom Dillmann Esteban Guerrieri Jacques Villeneuve           | Gibson GL458 4.5 L V8          | M      | 80     | Ongeluk     |
| NC   | LMGTE Am | 54  | AF Corse                  | Francesco Castellacci Thomas Flohr Davide Rigon             | Ferrari 488 GTE Evo            | M      | 79     | Ongeluk     |
| NC   | LMGTE Am | 54  | AF Corse                  | Francesco Castellacci Thomas Flohr Davide Rigon             | Ferrari F154CB 3.9 L Turbo V8  | M      | 79     | Ongeluk     |
| DNF  | Hypercar | 6   | Porsche Penske Motorsport | Kévin Estre André Lotterer Laurens Vanthoor                 | Porsche 963                    | M      | 53     | Elektrisch  |
| DNF  | Hypercar | 6   | Porsche Penske Motorsport | Kévin Estre André Lotterer Laurens Vanthoor                 | Porsche 9RD 4.6 L Turbo V8     | M      | 53     | Elektrisch  |
| DNF  | Hypercar | 3   | Cadillac Racing           | Jack Aitken Sébastien Bourdais Renger van der Zande         | Cadillac V-Series.R            | M      | 40     | Ongeluk     |
| DNF  | Hypercar | 3   | Cadillac Racing           | Jack Aitken Sébastien Bourdais Renger van der Zande         | Cadillac LMC55R 5.5 L V8       | M      | 40     | Ongeluk     |
| DNF  | LMP2     | 10  | Vector Sport              | Gabriel Aubry Ryan Cullen Matthias Kaiser                   | Oreca 07                       | G      | 14     | Wiel        |
| DNF  | LMP2     | 10  | Vector Sport              | Gabriel Aubry Ryan Cullen Matthias Kaiser                   | Gibson GK428 V8                | G      | 14     | Wiel        |

## Tussenstanden na wedstrijd
Hypercar (coureurs)
| Pos | Coureur                                               | Punten |
| --- | ----------------------------------------------------- | ------ |
| 1   | Sébastien Buemi Brendon Hartley Ryō Hirakawa          | 71     |
| 2   | Mike Conway Kamui Kobayashi José María López          | 66     |
| 3   | Antonio Fuoco Miguel Molina Nicklas Nielsen           | 42     |
| 4   | Earl Bamber Alex Lynn Richard Westbrook               | 40     |
| 5   | James Calado Antonio Giovinazzi Alessandro Pier Guidi | 27     |

Hypercar (constructeurs)
| Pos | Constructeur | Punten |
| --- | ------------ | ------ |
| 1   | Toyota       | 90     |
| 2   | Ferrari      | 57     |
| 3   | Porsche      | 42     |
| 4   | Cadillac     | 40     |
| 5   | Peugeot      | 19     |

Hypercar (teams)
| Pos | Nr | Constructeur    | Punten |
| --- | -- | --------------- | ------ |
| 1   | 38 | Hertz Team Jota | 25     |

LMP2 (coureurs)
| Pos | Coureur                                   | Punten |
| --- | ----------------------------------------- | ------ |
| 1   | Philip Hanson Frederick Lubin             | 66     |
| 2   | Rui Andrade Louis Delétraz Robert Kubica  | 58     |
| 3   | Filipe Albuquerque                        | 48     |
| 4   | Oliver Jarvis Josh Pierson                | 45     |
| 5   | Mirko Bortolotti Daniil Kvjat Doriane Pin | 41     |

LMP2 (teams)
| Pos | Nr | Team                      | Punten |
| --- | -- | ------------------------- | ------ |
| 1   | 22 | United Autosports         | 66     |
| 2   | 41 | Team WRT                  | 58     |
| 3   | 23 | United Autosports         | 45     |
| 4   | 63 | Prema Racing              | 41     |
| 5   | 34 | Inter Europol Competition | 40     |

LMGTE Am (coureurs)
| Pos | Coureur                                           | Punten |
| --- | ------------------------------------------------- | ------ |
| 1   | Nick Catsburg Ben Keating Nicolás Varrone         | 82     |
| 2   | Luis Pérez Companc Alessio Rovera Lilou Wadoux    | 43     |
| 3   | Simon Mann Ulysse de Pauw                         | 36     |
| 4   | Julien Andlauer Christian Ried Mikkel O. Pedersen | 35     |
| 5   | Sarah Bovy Rahel Frey Michelle Gatting            | 32     |

LMGTE Am (teams)
| Pos | Nr | Team                   | Punten |
| --- | -- | ---------------------- | ------ |
| 1   | 33 | Corvette Racing        | 82     |
| 2   | 83 | Richard Mille AF Corse | 43     |
| 3   | 21 | AF Corse               | 36     |
| 4   | 77 | Dempsey-Proton Racing  | 35     |
| 5   | 85 | Iron Dames             | 32     |